# Reinhold Glière
Reinhold Moritsevich Glière (Kiev, 11 de janeiro de 1875 — Moscou, 23 de junho de 1956) foi um compositor russo-ucraniano de ascendência alemã.
Estudou violino no Conservatório de Moscovo, formando-se em 1900. Em 1905 estudou regência em Berlim.
A partir de 1914, tornou-se diretor do Conservatório de Kiev. Em 1920, é nomeado professor do Conservatório de Moscovo. Entre seus alunos figuram Prokofiev, Myaskovsky e Khachaturian.
Glière é reconhecido por ter incorporado música folclórica da Rússia, Ucrânia, e países vizinhos à Rússia em várias de suas obras.
Seu primeiro sucesso como compositor foi o Poema Tonal The Sirens (1908).
Suas outras composições importantes foram a grande Sinfonia n.º 3 (1911), o balé The Red Poppy (1927), a ópera Shah Senam (1934) e a Suíte Orquestral Bronze Horseman (1949).